# کیت تریسی
کیت تریسی (انگلیسی: Keith Treacy؛ زادهٔ ۱۳ سپتامبر ۱۹۸۸) بازیکن فوتبال اهل جمهوری ایرلند است.
از باشگاه‌هایی که در آن بازی کرده‌است می‌توان به باشگاه فوتبال برنلی، باشگاه فوتبال استوک‌پورت کانتی، باشگاه فوتبال شفیلد یونایتد، باشگاه فوتبال سنت پاتریک اتلتیک، باشگاه فوتبال بارنزلی، باشگاه فوتبال بلکبرن روورز، باشگاه فوتبال پرستون نورث اند، و باشگاه فوتبال شفیلد ونزدی اشاره کرد.
وی همچنین در تیم‌های ملی فوتبال جوانان، زیر ۲۱ سال و بزرگسالان جمهوری ایرلند بازی کرده‌است.